# Huicungo (distrito)
Huicungo é um distrito do Peru, departamento de San Martín, localizada na província de Mariscal Cáceres.

## Transporte
O distrito de Huicungo é servido pela seguinte rodovia:
- PE-10B, que liga o distrito à cidade de Chugay (Região de La Libertad)
- PE-8C, que liga a cidade de Jazan (Região de Amazonas) ao distrito de Soritor
- SM-109, que liga o distrito à cidade de Parcoy (Região de La Libertad)[1][2][3]